# George Winston

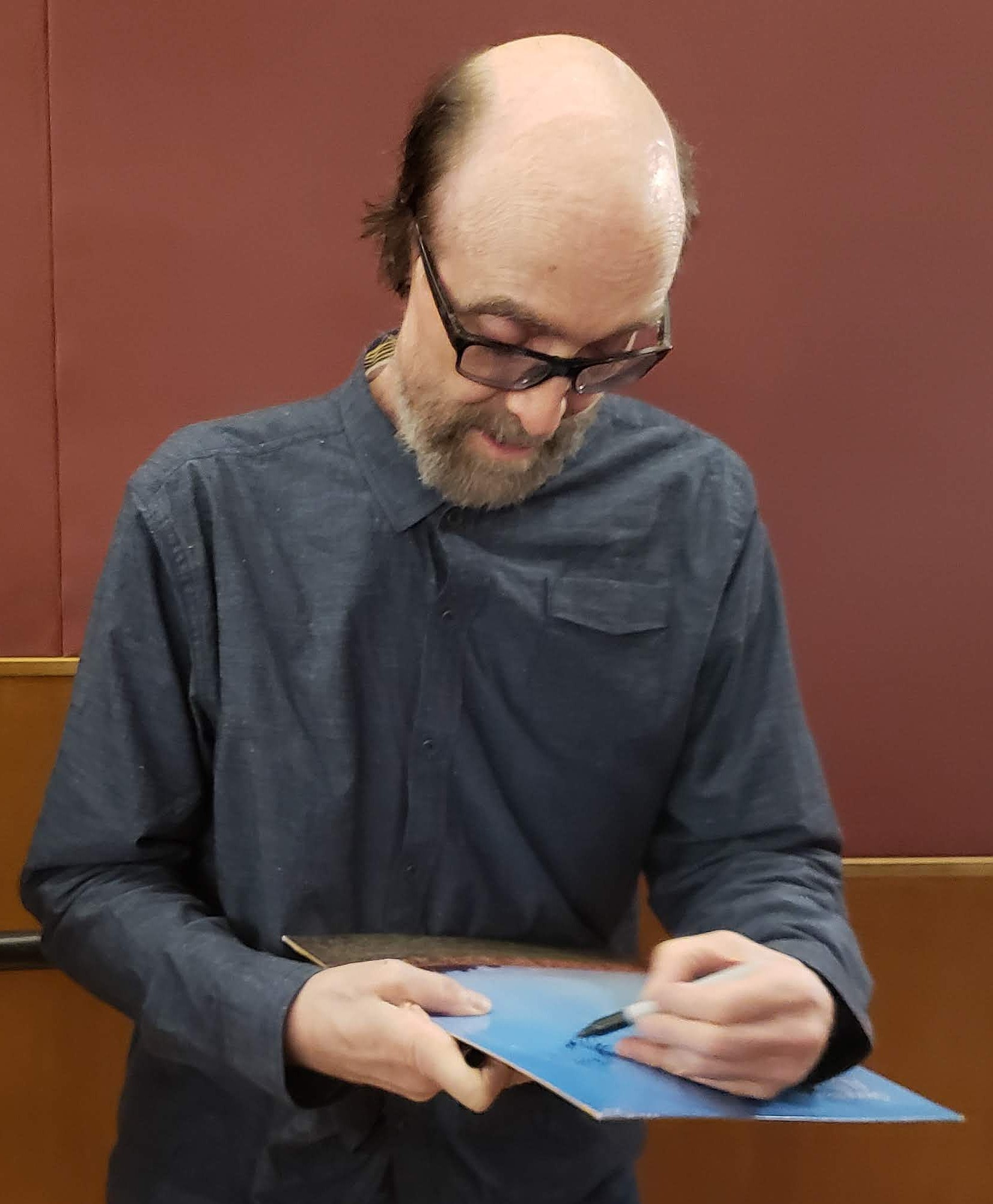
George Winston (2019)

George Otis Winston III (* 11. Februar 1949 in Hart, Michigan; † 4. Juni 2023 in Williamsport, Pennsylvania) war ein US-amerikanischer Pianist, Komponist und Arrangeur. Seine Werke wurden früher zur New-Age-Musik gezählt, heute eher zur Neo-Klassik. Seine Musik zeichnet sich durch eine Kombination aus Jazz-Elementen, klassischer Musik und Einflüssen aus verschiedenen Genres aus.

## Leben und Wirken
George Winston wuchs in Montana, Mississippi und Florida auf. In seiner Jugend hörte er vor allem instrumentalen Pop (Floyd Cramer, The Ventures, Booker T. & the M.G.’s, King Curtis) und Rhythm & Blues (Ray Charles, Sam Cooke).
Winston begann 1967 Orgel und E-Piano zu spielen, bevor er 1971 zum Klavier wechselte. Er komponierte eigene Stücke und arrangierte die Musik anderer Komponisten (wie z. B. von John Barry). Stark beeinflusst wurde er vom Stil Vince Guaraldis, der die Musik für Die Peanuts schrieb. Winston arrangierte 1988 Werke Guaraldis für seine eigene Filmmusik zu This is America, Charlie Brown: The Birth of a Constitution. 1996 widmete er ihm das Album Linus & Lucy – The Music of Vince Guaraldi.
Mehr als ein Drittel des Jahres verbrachte George Winston auf Tourneen in Amerika, Europa und Asien. Daneben studierte er den Musikstil von Komponisten wie Henry Butler, James Booker, Dr. John und Professor Longhair. Außerdem arrangierte er die Musik von Professor Longhair, The Doors, Frank Zappa, Vince Guaraldi, Randy Newman, Al Kooper, Philip Aaberg, Duke Ellington, Henry Butler, James Booker, Dr. John und vielen mehr für Konzerte und Aufnahmen.
Winston verkaufte in 24 Jahren über elf Millionen Alben. 1995 erhielt er einen Grammy für das Album Forest.
Er lebte seit 1983 in der Kleinstadt Santa Cruz in Kalifornien, wo er sein eigenes Plattenlabel Dancing Cat Records betrieb.
In den letzten zehn Jahren litt er an Krebs und starb infolge der Erkrankung am 4. Juni 2023 im Alter von 74 Jahren.

## Familie
George Winston hatte eine Schwester, Nancy, die mit dem auf Hawaii lebenden Musiker George Kahumoku verheiratet ist und zuvor 15 Jahre Winstons Assistentin war.

## Diskografie
Alben

| Jahr | Titel                                          | Höchstplatzierung, Gesamtwochen, AuszeichnungChartsChartplatzierungen (Jahr, Titel, Platzierungen, Wochen, Auszeichnungen, Anmerkungen) | Anmerkungen                              |
| Jahr | Titel                                          | US | Anmerkungen                              |
| ---- | ---------------------------------------------- | --- | ---------------------------------------- |
| 1980 | Autumn                                         | US139 Platin · (44 Wo.)US | Erstveröffentlichung: November 1980      |
| 1982 | December                                       | US54 ×3Dreifachplatin · (178 Wo.)US |                                          |
| 1982 | Winter Into Spring                             | US127 Platin · (32 Wo.)US |                                          |
| 1984 | The Velveteen Rabbit                           | US180 (4 Wo.)US |                                          |
| 1991 | Summer                                         | US55 Gold · (24 Wo.)US |                                          |
| 1994 | Forest                                         | US62 Gold · (19 Wo.)US | Erstveröffentlichung: 26. September 1994 |
| 1996 | Linus & Lucy, The Music Of Vince Guaraldi      | US55 Gold · (22 Wo.)US |                                          |
| 1998 | All the Seasons of George Winston              | US137 (8 Wo.)US |                                          |
| 1999 | Plains                                         | US76 Gold · (17 Wo.)US |                                          |
| 2002 | Night Divides the Day – The Music of the Doors | US91 (2 Wo.)US |                                          |
| 2004 | Montana – A Love Story                         | US146 (1 Wo.)US |                                          |

Weitere Alben
- 1972: Ballads and Blues – The Early Recordings
- 1995: Sadako
- 2001: Autumn (20th Anniversary Edition)
- 2001: December (20th Anniversary Edition)
- 2001: Remembrance – A Memorial Benefit
- 2002: Winter Into Spring (20th Anniversary Edition)
- 2003: Velveteen Rabbit (20th Anniversary Edition)
- 2005: Summer (Special Edition)
- 2010: Love Will Come – The Music of Vince Guaraldi Vol. 2
- 2012: Gulf Coast Blues & Impressions 2 – A Louisiana Wetlands Benefit
- 2017: Spring Carousel – A Cancer Research Benefit

## Auszeichnungen für Musikverkäufe
| Goldene Schallplatte - Japan - 1996: für das Album Forest - 2000: für das Album All the Seasons of George Winston Platin-Schallplatte - Japan - 1993: für das Album Autumn |

Anmerkung: Auszeichnungen in Ländern aus den Charttabellen bzw. Chartboxen sind in ebendiesen zu finden.
| Land/RegionAuszeichnungen für Musikverkäufe (Land/Region, Auszeichnungen, Verkäufe, Quellen) | Gold     | Platin     | Verkäufe  | Quellen    |
| -------------------------------------------------------------------------------------------- | -------- | ---------- | --------- | ---------- |
| Japan (RIAJ)                                                                                 | 2× Gold2 | Platin1    | 400.000   | riaj.or.jp |
| Vereinigte Staaten (RIAA)                                                                    | 4× Gold4 | 5× Platin5 | 7.000.000 | riaa.com   |
| Insgesamt                                                                                    | 6× Gold6 | 6× Platin6 |           |            |